# 철원읍 (대한민국)
철원읍(鐵原邑)은 대한민국 강원특별자치도 철원군의 읍이다. 면적은 99.77 km2, 인구는 약 5,500 명이다. 철원읍의 읍사무소 소재지는 화지리로, 이곳은 동송읍사무소가 위치한 동송읍 이평리와 붙어 있어 실상 하나의 도심을 이루고 있다.

## 개요
지형적으로 추가령지구대의 저지대를 차지하여 예로부터 군사, 교통상의 요충지였다. 1914년 개통한 경원선의 철원역이 주요 역으로 성장하였고, 금강산선이 개통한 후에는 더욱 중요한 교통의 거점이 되었다. 철원읍은 평야 지대로 농산물의 생산이 많고 우시장 및 백화시장으로도 유명하여 일제강점기에는 강원도 제1의 상업지였다. 1945년 9월부터 이듬해 9월 5일 원산시로 이전할 때까지 1년 동안 북강원도의 도 인민위원회가 이곳에 있었다.
이러한 철원읍의 원 시가지는 외촌리, 사요리를 중심으로 하였으나 한국전쟁으로 완전히 폐허가 되었고, 외촌리와 사요리가 민간인출입통제구역에 포함되었다. 그로 인해 군청도 갈말읍 신철원리로 옮겨가 그 일대(신철원리, 지포리)가 신철원(新鐵原)이라 불리며 철원군의 행정 중심지가 되었다. 현재 철원읍의 중심은 화지리로, 동송읍사무소가 위치한 동송읍 이평리와 실상 하나의 도심을 이루고 있다.
또한 이 지역은 강원특별자치도 최서단에 위치한 행정구역이다.
과거에 존재했던 경기도 삭녕군이 둘로 나뉘어 하나는 철원군에, 다른 하나는 경기도 연천군에 각각 편입되었다. 하지만 남북 분단으로 인해 철원군에 속한 옛 삭녕군은 오직 독검리만 수복된 상태이다. 사실 38선이 정해졌을 당시에는 옛 삭녕군이 모두 38선 이북에 있어서 미수복 상태였으나, 한국전쟁 당시 독검리 등 삭녕군의 일부를 수복했다.

## 행정 구역
- 흰색(■) : 본래 철원읍 지역 (8개리)
- 녹색(■) : 북면에서 편입된 지역 (2개리)
- 노란색(■) : 묘장면에서 편입된 지역 (4개리)
- 청록색(■) : 내문면에서 편입된 지역 (1개리)

| 구분 | 법정리 | 한자명 | 행정리                                                                                              | 비고                                  | 지도 |
| ---- | ------ | ------ | --------------------------------------------------------------------------------------------------- | ------------------------------------- | ---- |
| A    | 관전리 | 官田里 | 관전리                                                                                              | 옛 읍사무소 소재지                    |      |
| B    | 중리   | 中里   | 관전리/월하리                                                                                       |                                       |      |
| C    | 월하리 | 月下里 | 월하리                                                                                              |                                       |      |
| D    | 화지리 | 花地里 | 화지1리, 화지2리, 화지3리, 화지4리, 화지5리, 화지6리, 화지7리, 화지8리, 화지9리, 화지10리, 화지11리 | 읍사무소 소재지                       |      |
| E    | 율이리 | 栗梨里 | -                                                                                                   | 주민 거주                             |      |
| F    | 사요리 | 四要里 | -                                                                                                   | 옛 철원군청 소재지 거주 인구 없음     |      |
| G    | 외촌리 | 外村里 | -                                                                                                   | 거주 인구 없음                        |      |
| H    | 내포리 | 內浦里 | -                                                                                                   | 거주 인구 없음                        |      |
| 1    | 홍원리 | 洪元里 | -                                                                                                   | 궁예도성 소재지 거주 인구 없음        |      |
| 2    | 유정리 | 楡井里 | -                                                                                                   | 궁예도성 소재지 거주 인구 없음        |      |
| 3    | 산명리 | 山明里 | -                                                                                                   | 거주 인구 없음                        |      |
| 4    | 가단리 | 加丹里 | -                                                                                                   | 거주 인구 없음                        |      |
| 5    | 중세리 | 中細里 | -                                                                                                   | 옛 묘장면사무소 소재지 거주 인구 없음 |      |
| 6    | 대마리 | 大馬里 | 대마1리, 대마2리                                                                                    | 백마고지역 소재지                     |      |
| 7    | 독검리 | 篤檢里 | -                                                                                                   | 옛 삭녕군 거주 인구 없음              |      |

## 주요 기관

### 관공서
- 철원읍사무소
- 철원경찰서 동송지구대 관전치안센터
- 철원농협 본점
- 철원농협 천왕지소
- 구철원우체국
- 국민은행 동송지점
- 새철원신협 동송지점
- 철원소방서 동송지역대

### 교육 기관
- 철원고등학교
- 철원중학교
- 철원초등학교
- 묘장초등학교

### 의료 기관
- 철원동송통합보건지소
- 대마보건지소

### 교통
- 경원선 백마고지역

## 문화재
구시가지의 여러 건물은 근대문화유산으로 보존되고 있다. 철원 노동당사, 구 철원 제일교회 등이 있으며, 이와 관련하여 철원근대문화유적센터가 건립되어 있다.

## 참고 자료
- 이 문서에는 다음커뮤니케이션(현 카카오)에서 GFDL 또는 CC-SA 라이선스로 배포한 글로벌 세계대백과사전의 내용을 기초로 작성된 글이 포함되어 있습니다.